# Ostaszowce
Ostaszowce (ukr. Осташівці) – wieś na Ukrainie w rejonie tarnopolskim należącym do obwodu tarnopolskiego.
Do 2020 w rejonie zborowskim.